# نازارکینو
نازارکینو (انگلیسی: Nazarkino) یک شهرک در شهرستان کوگارچینسکی جمهوری باشقیرستان در کشور روسیه است.